# Reminiscence – Die Erinnerung stirbt nie
Reminiscence – Die Erinnerung stirbt nie (Originaltitel: Reminiscence) ist ein US-amerikanisches Science-Fiction-Drama von Lisa Joy. Der Film, bei dem Warner Bros. Pictures als Distributor fungierte, lief am 20. August 2021 in den US-Kinos an. Der deutsche Kinostart war fünf Tage später.

## Handlung
Nicolas Bannister ist ein robuster und einsamer Veteran, der im durch den steigenden Meeresspiegel überfluteten Miami lebt. Bannister lebt davon, dass er als Selbstständiger seinen Kunden die Möglichkeit bietet, jede gewünschte Erinnerung wiederzuerleben. Dieses Leben ändert sich, als er Mae trifft.

## Produktion
Im Januar 2019 wurde bekannt gegeben, dass Lisa Joy ihr Regiedebüt mit dem Film geben würde und Hugh Jackman und Rebecca Ferguson die Hauptrollen übernommen hatten. Im März 2019 wurde bekannt, dass Warner Bros. die Vertriebsrechte an dem Film erworben hatte.
Im August 2019 wurde Thandiwe Newton in die Besetzung aufgenommen. Daniel Wu, Angela Sarafyan, Natalie Martinez, Marina de Tavira und Cliff Curtis wurden im Oktober desselben Jahres für den Film gewonnen. Die Dreharbeiten begannen am 21. Oktober 2019 in New Orleans und Miami.
Die Filmmusik komponierte Ramin Djawadi. Die Produktionskosten beliefen sich auf 68 Millionen US-Dollar.

## Synchronisation
Die deutschsprachige Synchronisation erfolgte nach einem Dialogbuch von Tobias Neumann und unter der Dialogregie von Tobias Meister durch RC Production in Berlin.
| Rolle                 | Schauspieler     | Synchronsprecher  |
| --------------------- | ---------------- | ----------------- |
| Nick Bannister        | Hugh Jackman     | Thomas Nero Wolff |
| Mae                   | Rebecca Ferguson | Berenice Weichert |
| Emily „Watts“ Sanders | Thandiwe Newton  | Nana Spier        |
| Avery Castillo        | Natalie Martinez | Maria Koschny     |
| Cyrus Boothe          | Cliff Curtis     | Johannes Berenz   |
| Saint Joe             | Daniel Wu        | Jesco Wirthgen    |
| Elsa Carine           | Angela Sarafyan  | Julia Kaufmann    |
| Tamara Sylvan         | Marina de Tavira | Cathlen Gawlich   |
| Sebastian Sylvan      | Morjean Aria     | Sebastian Fitzner |
| Walter Sylvan         | Brett Cullen     | Erich Räuker      |

## Rezeption
Der Film vermochte die englischsprachigen Filmkritiker nicht zu überzeugen. Basierend auf der Auswertung von 200 Kritiken zeigt Rotten Tomatoes eine Positivquote von lediglich 36 Prozent. Als Konsens wird sinngemäß zusammengefasst, dass der Film zwar mit einer interessanten Prämisse aufwartet, aber unentschlossen zwischen Science-Fiction und Noir-Thriller laviert und dabei zu viele Anleihen bei besseren Filmen macht. Die parallel ausgewiesene Publikumswertung bewegt sich mit 37 Prozent auf demselben Niveau (jeweils Stand Mai 2024).